# Loyal to the Game
Loyal To The Game es un álbum póstumo del rapero 2Pac lanzado el 14 de diciembre de 2004 (en el Reino Unido dos días antes). El álbum contiene material inédito grabado por Tupac durante el periodo de sus álbumes 2Pacalypse Now y Strictly 4 My N.I.G.G.A.Z.. La producción corrió a cargo de Eminem. 
Según una entrevista con MTV, Eminem quedó tan conmovido por la vida y el trabajo de Tupac que escribió una carta a la madre de éste, Afeni Shakur, pidiéndola que considerara la opción de dejarle producir el álbum. Ella aceptó, y además dio permiso para que los artistas 50 Cent, G-Unit y Obie Trice de Shady Records, sello discográfico de Eminem, aparecieran en el álbum, así como los populares cantantes británicos Dido y Elton John.
Eminem utilizó varias técnicas inusuales de producción durante la creación del álbum, modificando el ritmo y el tono de la voz de Tupac para adaptarla mejor a las bases producidas.
El álbum debutó en el número 1 en la lista Billboard 200 con 330 000 vendidas en su primera semana. Fue certificado platino en los Estados Unidos y oro en el Reino Unido. Fueron lanzados dos sencillos del álbum, "Thugs Get Lonely Too" y "Ghetto Gospel"..
La remezcla de la canción "Loyal to the Game" fue originalmente grabada en 1994 por 2Pac y Big Syke. DJ Quik realizó la remezcla original (en el mismo tempo de la original), que fue incluida como bonus track en el álbum, y sugirió a Afeni Shakur que nombrara al álbum con el título de "Loyal To The Game".

## Lista de canciones
| #  | Título                                                         | Productor(s)   | Colaborador(es)              | Sample(s)                                                   | Duración |
| -- | -------------------------------------------------------------- | -------------- | ---------------------------- | ----------------------------------------------------------- | -------- |
| 1  | "Soldier Like Me (Return of the Soulja)"                       | Eminem         | Eminem                       |                                                             | 3:50     |
| 2  | "The Uppercut"                                                 | Eminem         | E.D.I. & Young Noble         |                                                             | 3:50     |
| 3  | "Out on Bail"                                                  | Eminem         |                              |                                                             | 3:54     |
| 4  | "Ghetto Gospel"                                                | Eminem         | Elton John                   | - Contiene elementos de "Indian Sunset" de Elton John       | 3:58     |
| 5  | "Black Cotton"                                                 | Eminem         | Eminem, Kastro & Young Noble |                                                             | 5:03     |
| 6  | "Loyal to the Game"                                            | Eminem         | G-Unit                       |                                                             | 3:23     |
| 7  | "Thugs Get Lonely Too"                                         | Eminem         | Nate Dogg                    |                                                             | 4:48     |
| 8  | "N.I.G.G.A. (Never Ignorant about Getting Goals Accomplished)" | Eminem         | Jadakiss                     |                                                             | 3:02     |
| 9  | "Who Do You Love?"                                             | Eminem         |                              |                                                             | 3:28     |
| 10 | "Crooked Nigga Too"                                            | Eminem         |                              |                                                             | 2:55     |
| 11 | "Don't You Trust Me?"                                          | Eminem         | Dido                         | - Contiene elementos de "Do You Have a Little Time" de Dido | 4:55     |
| 12 | "Hennessey"                                                    | Eminem         | Obie Trice                   |                                                             | 3:27     |
| 13 | "Thug 4 Life"                                                  | Eminem         |                              |                                                             | 2:54     |
| 14 | "Po Nigga Blues (Scott Storch Remix)"                          | Scott Storch   | Ronald Isley                 |                                                             | 3:39     |
| 15 | "Hennessy (Red Spyda Remix)"                                   | Red Spyda      | E.D.I. & Sleepy Brown        |                                                             | 3:18     |
| 16 | "Crooked Nigga Too (Raphael Saadiq Remix)"                     | Raphael Saadiq |                              |                                                             | 4:02     |
| 17 | "Loyal to the Game (DJ Quik Remix)"                            | DJ Quik        | DJ Quik & Big Syke           |                                                             | 4:21     |

## Posiciones en lista

### Álbum
| Lista (2004)                      | Posición máxima |
| --------------------------------- | --------------- |
| Lista de álbumes de Alemania      | 50              |
| Lista de álbumes de Australia     | 21              |
| Lista de álbumes de Bélgica       | 100             |
| Lista de álbumes de Brasil        | 40              |
| Lista de álbumes de Canadá        | 7               |
| Lista de álbumes de Francia       | 55              |
| Lista de álbumes de Holanda       | 44              |
| Lista de álbumes de Nueva Zelanda | 31              |
| Lista de álbumes del Reino Unido  | 20              |
| Lista de álbumes de Suiza         | 21              |
| Billboard 200                     | 1               |
| Billboard Top R&B/Hip Hop Albums  | 1               |
| Billboard Top Rap Albums          | 1               |

### Sencillos
| 2004 | "Thugs Get Lonely Too" | 98 | - | 55 | - | 31 |
| 2005 | "Ghetto Gospel"        | -  | - | -  | 1 | -  |